# ドワイト・フリーニー
ドワイト・ジェイソン・フリーニー（Dwight Jason Freeney, 1980年2月18日 - ）は、アメリカ合衆国コネチカット州ハートフォード出身の元プロアメリカンフットボール選手。現役時代はNFLのインディアナポリス・コルツなどでディフェンシブエンドとして活躍し、2023年にカレッジフットボール殿堂入り、2024年にプロフットボール殿堂入りを果たした。

## 経歴

### ハイスクール
コネチカット州のブルームフィールド高等学校に進学し、フットボールの他に野球やサッカーもプレーしていた。通算のサック数で同校の最多記録を更新し、背番号44は永久欠番となった。
ニューヨーク・ジャイアンツで活躍したローレンス・テイラーに憧れていた。

### カレッジ
シラキュース大学に進学して4年間プレー。17試合連続でサックを記録したり、バージニア工科大学のQBマイケル・ヴィックから1試合で4.5サックを記録するなど、パスラッシャーとして活躍した。
4年目の2021年シーズンは17.5サックを記録し、の最優秀守備選手賞を受賞。ユナニマスオールアメリカンに選出され、ハイズマン賞の投票では9位だった。
引退後も毎年夏にシラキュース大学を訪れてトレーニングを行い、選手たちにアドバイスを送っている。
2023年に、シラキュース大学の選手では10人目となるカレッジフットボール殿堂入りを果たした。

### インディアナポリス・コルツ
2002年のNFLドラフトにて1巡目全体11位でインディアナポリス・コルツから指名され入団した。
1年目の2002年シーズンにNFLルーキー記録となる9つのフォースファンブルを記録。NFL新人最優秀守備選手賞の投票では2位で、オールルーキーチームに選出された。
2004年シーズンにNFL最多となる16サックを記録し、史上3番目の速さで通算40サックに到達。サックを狙う際に相手のオフェンスラインを躱わすスピンムーブがトレードマークとなった。このシーズンは3度目のプロボウル、初のオールプロファーストチームに選出された。
2006年シーズンは5.5サックに留まったが、チームはスーパーボウル制覇を果たした。
2007年7月13日にコルツと6年総額7,200万ドル（うち3,000万ドル保証）の契約延長に合意。守備側の選手では当時のNFL最高金額だった。
2008年シーズン、プレーオフで敗北した後のインタビューで審判の判定に激しく抗議し、2万ドルの罰金処分を受けた。
2009年シーズンは13.5サックを記録し、5度目のプロボウル、3度目のオールプロファーストチームに選出された。
2011年シーズン、新たにヘッドコーチに就任したチャック・パガノの方針によりポジションをディフェンシブエンドからラインバッカーに変更した。
2013年2月15日にコルツと再契約せず、退団することを発表した。

### サンディエゴ・チャージャーズ
2013年5月18日にサンディエゴ・チャージャーズと2年契約を結んだ。
2013年シーズン、第4週のダラス・カウボーイズ戦で大腿四頭筋を負傷して手術を受け、残りの試合を全休。キャリアワーストの0.5サックに終わった。
2014年シーズンはサックを狙う場面のみの限定的な起用となり、3.5サックを記録した。

### アリゾナ・カージナルス
2015年10月12日にアリゾナ・カージナルスと87万ドルの単年契約を結んだ。4サック以上を記録すれば20万ドル、以降1サックごとに10万ドルの出来高が含まれる。
2015年シーズン、第16週のグリーンベイ・パッカーズ戦で3サックを記録して勝利に貢献し、NFCの週間最優秀守備選手に選出された。1試合で3サックを記録したのは2006年以来であった。最終的にチーム最多となる8サックを記録した。

### アトランタ・ファルコンズ
2016年8月2日にアトランタ・ファルコンズと単年契約を結んだ。
2016年シーズンはスーパーボウルに進出し、ニューイングランド・ペイトリオッツと対戦。トム・ブレイディからサックを記録したが、試合は敗れた。

### シアトル・シーホークス
2017年10月24日にシアトル・シーホークスと単年契約を結んだ。4試合に出場して3サックを記録したが、チームの財政事情などにより11月21日に解雇された。

### デトロイト・ライオンズ
2017年11月22日にウェイバー公示を経てデトロイト・ライオンズへ移籍した。移籍後は5試合に出場した。

### 現役引退
2018年4月19日にコルツと1日契約を結び、現役引退を発表した。
2024年2月8日にプロフットボール殿堂入りが発表された。